# Ablerus arboris
Ablerus arboris är en stekelart som beskrevs av Girault 1932. Ablerus arboris ingår i släktet Ablerus och familjen växtlussteklar. Inga underarter finns listade i Catalogue of Life.